# Batracomorphus aeneas
Batracomorphus aeneas är en insektsart som beskrevs av Knight 1983. Batracomorphus aeneas ingår i släktet Batracomorphus och familjen dvärgstritar. Inga underarter finns listade i Catalogue of Life.